# Nhá Fia
Nhá Fia, nome artístico de Nair de Campos Motta (São Paulo,  ) foi uma cantora brasileira.
Ao lado de Nhô Pai, Nhô Fio, Nhá Zefa, Raul Torres e Palmeira (entre outros), fez parte do grupo de artistas de música caipira.
Em um dueto com Nhô Pai gravou, em 1947, pela Continental, a moda de viola Burro Santanás (de Nhô Pai e Sebastião Godoy); e a valsa Choro Sim, composta por Pedro Paraguaçu e Paulo Patrício.